# クリスマスの侵略者
「クリスマスの侵略者」（クリスマスのしんりゃくしゃ、原題: The Christmas Invasion）は、イギリスのSFテレビドラマ『ドクター・フー』の60分スペシャル。2005年12月25日にBBC Oneで放送された。本作はデイヴィッド・テナントが10代目ドクターとして初めて全編に亘って出演するエピソードであり、番組史上初めてクリスマススペシャルとして制作されたエピソードでもある。
本作は主にロンドンを舞台とする。異星人の種族シコラックスが地球へ侵攻し、地球人の三分の一を譲渡しなければ滅ぼすと脅迫した。

## 制作
デイヴィッド・テナントは前話「わかれ道」の終盤で再生シーンに登場していたが、全編に亘って10代目ドクターとして出演するのは今回が初めてであった。時系列的には「わかれ道」と「クリスマスの侵略者」に位置付けられた7分間のミニエピソード Born Again が、2005年11月18日にチャリティ番組『チルドレン・イン・ニード』の中で放送された。クリスマススペシャルはイギリスのテレビシリーズの伝統である。「クリスマスの侵略者」は明確にクリスマススペシャルとして銘打たれた初めての『ドクター・フー』のエピソードであるが、The Daleks' Master Plan の第7エピソード "The Feast of Steven" はクリスマスエピソードとして執筆されており、ウイリアム・ハートネルが第四の壁を破るクリスマスの願い事をしていた。クリスマススペシャルは代わりに新春スペシャルが放送された2018年まで『ドクター・フー』における年一回の重要なイベントとなった。クリスマスに放送されたわけではないものの、「にぎやかな死体」は1869年のクリスマス・イヴを舞台としていた。
9代目ドクターの英語に北の訛りがあったのに対し、10代目ドクターは河口域英語を話す。12月23日にBBCラジオ1で放送されたインタビューでは、新たに再生したドクターがローズのアクセントに影響されて「卵から出てきた雛鳥のよう」("like a chick hatching from an egg") と説明する台詞が脚本に組まれていたが、最終的にはカットされたとテナントが説明した。 
エピソードの一部はグロスタシャーの Clearwell Caves で撮影された。シコラックスの剣の原型はeBayでオークションにかけられ、グレート・オーモンド・ストリート病院の子どもたちへのチャリティとして資金集めに利用された。920.51ポンドであった。本放送の間、BBC公式ウェブサイトのトップページに "THE CHRISTMAS INVASION is on BBC One NOW. HARRIET JONES SAYS: Switch this website off for Britain." と表示された。抱き合わせのウェブサイト "Who is Doctor Who?" もまたアップデートされ、グイネヴィア1のウェブサイトに反応するミッキー・スミスからのメッセージやローズを連れ戻そうというドクターのアピールが報じされた。

### 音楽
クローゼットのシーンで流れる歌は10代目ドクターを反映して命名された "Song for Ten" で、作曲はマレイ・ゴールド、歌はティム・フィリップスが担当した。エンディングクレジットのテーマ曲は新たなアレンジが加えられ、2005年のシリーズでは省かれた伝統的な "middle eight" の部分が追加された。これはマレイ・ゴールドが作曲し、BBCウェールズ交響楽団が演奏した。このアレンジは2006年のシリーズのエンディングにも頻繁に使われた。
"Song for Ten" や、ハリエット・ジョーンズの演説時の音楽、宇宙船がロンドンに到達した際の音楽が2006年12月にリリースされたサウンドトラックに数多く収録されている。

### キャスティング
「UFO ロンドンに墜落」と「宇宙大戦争の危機」にレポーター役で出演したラケル・カールが再登場した。彼女は後に「サウンド・オブ・ドラム」、「死に覆われた星」、「運命の左折」、「盗まれた地球」、The Sarah Jane Adventures の Revenge of the Slitheenに出演した。

## 放送
当夜の視聴者は最高980万人、平均940万人に達し、ドラマ『イーストエンダーズ』に次いで2番目に高い視聴率を獲得した。「呪われた旅路」が1380万人の視聴者を記録するまでは、本作が10代目ドクターの時期で最も視聴率の高いエピソードであった。番組でも最高のクリスマススペシャルの1つと考えられている。2014年には7000人を超える『ラジオ・タイムズ』誌の読者が「クリスマスの侵略者」を『ドクター・フー』で最高のクリスマススペシャルとして投票しており、これは投票数の四分の一近い24.92%に及んだ。これは2位と10％以上の差をつけていた。
「クリスマスの侵略者」が放送された直後、デジタル放送での視聴者はBBCレッドボタンを押して関連するスペシャルエピソード "Attack of the Graske" を視聴できた。これはギャレス・ロバーツが脚本を担当し、テナントがドクター役で出演した。
カナダ放送協会での2005年12月26日のプレゼンテーションはビリー・パイパーが担当し、番組では Roots Canada 株式会社のカナダシャツを着用していた。本編とプレゼンテーションは与えられた90分の枠が余ったため、残り時間はクレイアニメ『快適な生活〜ぼくらはみんないきている〜』の2エピソード分で穴埋めがなされた。BBCアメリカでは2007年に初放送され、Syfy版と違いCMを挟んだ1時間分に編集されていた。
日本では2006年12月5日にNHK衛星第2テレビジョンにて59分枠で初放送され、地上波ではNHK教育テレビジョンにより同じく59分枠で2007年11月27日に放送された。2011年3月20日には LaLa TV で放送された。

### 放送前の広報
2005年12月3日にBBCの情報誌『ラジオ・タイムズ』のクリスマス版が発刊され、「クリスマスの侵略者」と連動した『ドクター・フー』のイラストが表紙を飾った。『ドクター・フー』がクリスマス版の表紙を飾ったのは42年におよぶ番組の歴史の中で初めてであり、BBCのテレビドラマが単体で表紙に選ばれたことも1986年にドラマ『イーストエンダーズ』が表紙を飾って以来のことであった。通常、『ラジオ・タイムズ』のクリスマス表紙は一般的なクリスマスのイラストや写真であった。「クリスマスの侵略者」のコメンタリーでラッセル・T・デイヴィスが確認したように、『ラジオ・タイムズ』の『ドクター・フー』特集記事には"一杯のお茶"が登場しており、これは劇中でドクターを助けることになるアイテムのヒントであった。

## DVDリリース
本エピソードは2006年5月1日に「新地球」と共に通常のDVDに収録され、2006年11月20日にはシリーズ2のボックスセットに収録された。これにはラッセル・T・デイヴィスとジュリー・ガードナー（BBCウェールズのドラマ部門長）、フィル・コリンソンによる放送前に撮影されたオーディオコメンタリーが収録された。このコメンタリーはBBCの『ドクター・フー』公式ウェブサイトでMP3としても視聴可能であった。なお、日本語版ではシリーズ2ではなくシリーズ1のDVDボックスに収録されており、地上波での放送に先駆け2007年3月21日に発売された。
「クリスマスの侵略者」から「最後のクリスマス」までのクリスマススペシャル10本は2015年10月19日にボックスセット Doctor Who – The 10 Christmas Specials としてもリリースされた。

## 小説版
本作は『チルドレン・イン・ニード』でのミニエピソードも含めてジェイミー・T・コルガンにより小説化されており、Target Collection の一部として2018年4月5日にペーパーバックおよびデジタル書籍としてリリースされた。